# International Federation of PGA Tours
De International Federation of PGA Tours werd in 1996 opgericht. De organisatie is een samenwerkingsverband tussen de verschillende golftours.

## Doel
De organisatie faciliteert overleg tussen haar leden. Zo worden de jaarkalenders op elkaar afgestemd en gezamenlijke problemen opgelost. De organisatie bemoeit zich echter niet met de regels van het spel.
De Federatie organiseert de World Cup en richtte in 1999 de World Golf Championships op. In december 2013 zou het Tournament of Hope aan hun lijst toegevoegd worden, eventueel als vijfde WGC-toernooi, maar bij gebrek aan sponsors werd het uitgesteld.

## Leden
De organisatie werd opgericht door de PGA Tour, de Europese Tour, de Japan Golf Tour, de PGA Tour of Australasia en de Sunshine Tour. In 1999 sloot de Aziatische PGA Tour zich bij de organisatie aan. In 2000 werd de Canadian Tour geassocieerd lid, en in 2007 ook de Tour de las Americas.
In 2009 werd de organisatie uitgebreid. De twee geassocieerde leden kregen een vol lidmaatschap, en er werden nieuwe leden toegelaten: De Chinese Golffederatie, de Koreaanse PGA en LPGA, de Indiase Golf Tour, de Amerikaanse LPGA Tour, de Ladies European Tour, de Australische Ladies Tour, de Japanse LPGA en de Aziatische Ladies Tour.
In 2011 werd de Tour de las Américas overgenomen door de Amerikaanse PGA Tour, en in 2012 gebeurde dat ook met de Canadese PGA Tour, die daarna werd voortgezet als de PGA Tour Canada.